# Корнилова, Матрёна Матвеевна
Матрёна Матве́евна Корни́лова (11 апреля 1915, Кыллахский наслег, Якутская область — 4 сентября 1991) — якутский агроном; Герой Социалистического Труда (1966), заслуженный агроном РСФСР и ЯАССР.

## Биография
Родилась в Кыллахском наслеге (ныне — Олёкминского улуса Якутии) в якутской крестьянской семье.
В 1936 году окончила Олёкминский сельскохозяйственный техникум. В 1936—1946 годы работала агрономом МТС, районного земельного отдела; преподавала в школах.
В 1951 году окончила Московскую сельскохозяйственную академию имени К. Тимирязева. С 1951 года работала начальником сортового управления Министерства сельского хозяйства Якутской АССР, затем главным агрономом Мегино-Кангаласской МТС и районной сельскохозяйственной инспекции. С 1961 года — старший агроном-овощевод Покровского опытно-производственного хозяйства Якутского научно-исследовательского института сельского хозяйства; на базе хозяйства организовала республиканскую школу передового опыта по овощеводству и картофелеводству.
Внедряла в производство сортовые семена зерновых и овощных культур; заложила основы овощеводства в Якутии.
В 1967—1971 годах депутат Верховного Совета Якутской АССР.

## Награды
- медаль Серп и Молот Героя Социалистического труда и орден Ленина (30.4.1966) — за выдающиеся заслуги в развитии овощеводства в условиях Якутии
- Заслуженный агроном РСФСР (16.6.1962)
- Заслуженный агроном Якутской АССР[2][3].